# فالح الكيلاني
فالح نصيف الحجية الكيلاني شاعر وكاتب وأديب عراقي.

## نسبه
هو فالح بن نصيف بن جاسم بن أحمد الحجية بن عبد الكريم بن عبد الرحيم بن خميس بن ولي الدين القادري بن عثمان بن يحيى بن حسام الدين الكيلاني النقيب بن نور الدين بن ولي الدين بن زين الدين القادري بن شرف الدين بن شمس الدين محمد بن نور الدين علي بن عز الدين حسين بن شمس الدين محمد الأكحل بن حسام الدين شرشيق  بن جمال الدين محمد الهتاك بن عبد العزيز بن الشيخ عبد القادر الجيلاني  بن موسى الثالث بن عبد الله الجيلي بن يحيى الزاهد بن محمد المدني بن داود أمير مكة بن موسى الثاني بن عبد الله الصالح بن موسى الجون بن عبد الله المحض بن الحسن المثنى بن الحسن المجتبى بن علي بن أبي طالب.

## سيرته
شاعر معروف، من مواليد ديالى 1363 هـ/1944م، ومن الأسرة الكيلانية ، كان يشغل منصب مدير في وزارة التربية العراقية حتى إحالته على التقاعد سنة 2001م، ومن أهم مؤلفاته «الموجز في الشعر العربي»، ويعتبر من مراجع الكتب العربية في الأدب، والشعر عبر العصور والأزمنة، ومن أهم الموسوعات التاريخية الموضوعية في الشعر العربي في التاريخ الحديث، والمعاصر بكل مفرداته وأحداثه وتطوراته وفنونه وتغييراتها بما فيها عمود الشعر والشعر الحر وقصيدة النثر والشعراء وطبقاتهم وأحوالهم.
وعن دور الشعر والشاعر في الحياة، والكتاب طبع طبعتان: الأولى بتقديم شوقي ضيف عام 1970 بمجلد واحد والثانية تقع في 865 صفحة بأربعة أجزاء بمجلدين كبيرين من قبل دار دجلة، عمان - الأردن. يقول الدكتور فالح الكيلاني في المقدمة ذاتها "لكني أحسب أن الشعر، في هذا العصر، لا يزال له خطره، وأن الشاعر، لا يزال كما كان منذ القدم نبيا بين الناس يرشدهم ويهديهم، ويقوّم ما أعوج من طباعهم وأذواقهم.. ويكفي الشعر هذا فلا حاجة به إلى أن يكون بوقا من أبواق الإصلاح الاجتماعي، يهدف مباشرة إلى خدمة البلاد، فأنه لن يكون حينذاك شعراً، ولن يحق لنا أن نعتبره فنا جميلاً."
ترجمت بعض قصائده إلى الإنكليزية والفرنسية والإسبانية والفارسية والألمانية.
- نشر كتبًا ومقالات والقصائد الشعرية والبحوث في النقد الأدبي واللغة والتاريخ والفن في عدد من المجلات العربية منها:
  - مجلة الوعي الإسلامي في الكويت.
  - مجلة المجتمع في بيروت.
  - مجلة الاقلام في بيروت.
  - مجلة الرسالة الإسلامية في بغداد.
  - مجلة التربية الإسلامية في بغداد.[7]

## عضوياته وتكريماته
- عضو الاتحاد العام للأدباء والكتاب العرب 1995.[بحاجة لمصدر]
- عضو الاتحاد العام للأدباء والكتاب في العراق 1984.[بحاجة لمصدر]
- عضو جمعية المؤلفين والكتاب العراقيين 1984.[بحاجة لمصدر]
- عضو مؤسس اتحاد أدباء ديالى عام 1984.[بحاجة لمصدر]
- كرم بلقب «أمير البيان العربي» من قبل جمعية الأقلام العربية - الأردن في شباط 2014.[بحاجة لمصدر]
- كرم بلقب «أفضل شخصية ثقافية» مؤثرة لعام 2017 من قبل «منظمة الكلمة الرائدة الثقافية الدولية».[9]
- كرم بلقب (رائد الثقافة العربية)من قبل اتحاد لمثقفين العرب -القاهرة في يناير 2020.[بحاجة لمصدر]

## دواوينه
شارك في العديد من المهرجانات والمؤتمرات الأدبية والشعرية لديه عشرات المؤلفات والدواوين الشعرية.[بحاجة لمصدر]
له العديد من الدواوين والمؤلفات منها:
- نفثات القلب
- قصائد من جبهة القتال
- الشهادة والضريح
- الحرب والايمان
- من وحي الايمان.
- سناآ ت مشرقة[10]
- نبض الحيـــــــاة
- قصائد الخريف
- ازهار الخريف 2020 دار دجلة -عمان

## فنه الشعري
ويعد الكيلاني من شعراء القصيدة العمودية ذات الشكل الحداثوي الجديد التي تحتفي بالكتابة البخيلة الخالية من الفجوات من خلال التقشف اللفظي والإيقاعي والدلالي واهتمامها بجماليات المعرفة وسؤال الحداثة ، والتي تفعِّل الحس الحداثوي في القصيدة بكل فنونها وإفادتها من معطيات الشعر العربي الحديث فضلاً عن تفعيل شعرية الإيقاع العروضي لبحور الشعر العربي المعروفة وتفعيل شعرية القافية وجماليتها لتضعها في سياق فني يسوّغ بقاءها في النص الشعري المعاصر على الرغم من انفتاحه وتخلصه من أية اشتراطات شكلية يراها البعض تعيق حركته الفنية وتضعف تطلعاته في سبر الأغوار البعيدة للنص الشعري الحديث.

## من أشعاره
من قصيدة سيد الرجال
ومن شعره
حَتىّ كأنَّ اللهَ صاغ َ جنا نَـَهُ لِشَهيدِنا أَ لـَقا ً: يُعزّ ُ ويُحْمَدُ

## من شعره في الرثاء
قال يرثي أخاه الشيخ صبحي الحجية الكيلاني:

## مؤلفاته
1. الموجز في الشعر العربي، تقديم شوقي ضيف.
2. التصوف والطريقة القادرية.
3. تذكرة الشقيق في معرفة آداب الطريق للشيخ عبد القادر الجيلاني -شرح وتحقيق.
4. شرح ديوان الشيخ الشيخ عبد القادر الجيلاني وشيء من تصوفه.
5. الشيخ عبد القادر الكيلاني وموقفه من الفرق والمذهب الإسلامية.
6. مدينة بلدروز عبر التاريخ.
7. أصحاب الجنة في القران الكريم.
8. القران في القرآن الكريم.
9. الأمثال في القرآن الكريم.
10. الأدعية المستجابة في القرآن الكريم.
11. الخلق والمعاد في القران الكريم.
12. الاشقياء (مجموعة قصص قصيرة).
13. عذراء القرية (رواية شعبية).
14. كرامة فتاة (رواية).
15. شرح القصيدة العينية.
16. يوم القيامة في القران الكريم.
17. دراسات في الشعر المعاصر وقصيدة النثر.
18. الشعرالعباسي بين الكلاسكية والتجديد.
19. المراة العربية في الشعرالجاهلي.
20. الغزل في الشعرالعربي.
21. دراسات في الشعرالعربي واماراته.
22. في الادب والفن.
23. من عيون الشعرالصوفي.
24. شذرات من السيرة النبوية المعطرة.
25. موسوعة شعراء العربية في عشرة مجلدات طبع ونشر دار دجلة عمان الأردن.[17][18]
26. نداء المؤمنين في القران الكريم
27. دراسات في اللغة والبلاغة والادب
28. - المناقضات والمعارضات في الشعرالعربيي - دار دجلة عمان الأردن
29. - ملامح التجديد في الشعرالعربي - دار دجلة عمان الأردن
30. المختار من شعراء التصوف - دار دجلة عمان الاردن -2019
31. السجود في القران الكريم - دار دجلة عمان الاردن 2021
32. الشعر العربي بين الحداثة والمعاصرة - دار دجلة عمان الاردن 2022

## مشاركاته
مقالات عديدة تي كتبها الشاعر في الصحف والمجلات العراقية والعربية وكذلك مشاركاته في كثير من المهرجانات الأدبية مثل مهرجان المربد السنوي في العراق 1983-2002م، ومهرجان اتحاد المؤرخين العرب 1997م، وكل الندوات والمهرجانات التي عقدت في ديالى سواء عربية أو عراقية اومحلية، وله أكثر من الف مقاله منشورة، وله علاقات وصداقات مع العديد من الأدباء والشعراء العرب والعراقيين منهم الأديب يوسف عز الدين السامرائي والشاعر محمود درويش الفلسطيني المعروف، والشاعر الليبي محمد مفتاح الفيتوري والشاعر نزار قباني والشاعر العراقي سركون بولص والشاعر رعد بندر والشاعر وليد الأعظمي والأدباء والمورخين الاساتذة والدكاترة عماد عبد السلام رؤوف وسالم الالوسي وعبد الرحمن مجيد الربيعي وحسين علي محفوظ وجلال الحنفي وشوقي ضيف وغيرهم.
والشاعر حاصل على العديد من الشهادات التقديرية من المجمع العلمي العراقي ووزارة الثقافة والاتحاد العام للادباء والكتاب العرب وأتحاد المؤرخين العرب وغيرها.

## قيل عنه
- «شعره بين الاتباع والابتداع، يتحرك بحرية بين الوطنية، والغزل، والوصف، ويطرح أسئلة كونية ومصيرية، ويكتب القصيدة العمودية، كما يتصرف في البحر بما يخضعه لإيقاع مختلف، ويكتب قصيدة التفعيلة. عبارته واضحة، ومعانيه قريبة، وألفاظه من مألوف الاستعمال، لا تشعر في شعره بخصوصية التجربة قدر ما تشعر بمواتاة الإيقاع» خضر الكيلاني.[21]
- «فالح الكيلاني شاعر مبدع يواصل مسيرته عبر حرائق الشعر ويغمس كلماته بدم القلب». عبد الوهاب البياتي.[بحاجة لمصدر]
- «أن شعر فالح الكيلاني خلاصة لجوهر الشعر في النصف الثاني من القرن العشرين، في قصائده يلتقي الشجن العذب بالموسيقى الهادئة ويتعانق السؤال القصي بالسؤال الأكثر حميمية ودفئاً». د.عبد العزيز المقالح.[بحاجة لمصدر]
- «الشعر اليوم كثير جداً، ولكن ما يستحق أن يُصغى إليه قليل جداً، وشعر فالح الكيلاني من هذا القليل». جبرا إبراهيم جبرا.[بحاجة لمصدر]
- «هناك تمايز أكيد. ثمة جرعة من الحرية، أثرت في الشكل وفي طبيعة المادة الخام. أهي النجاة من الكابوس؟ ربما، لكنها استلزمت التحديق فيه طويلاً.. من موقع الحرية» [[سعدي يوسف|سعدي يوسف[بحاجة لمصدر]]]
- «نادراً ما التقيتُ شاعراً مثله تكتبه القصيدة قبل أن يكتبها ممتلئاً بالشعر فياضاً به». [[حسب الشيخ جعفر|حسب الشيخ جعفر[بحاجة لمصدر]]]
- «شعرت بكل فرح اني وجدت شاعراً حقيقياً.. اتمنى بكل ما في عروقي من حب ان يواصل مسيرته الشعرية الرائعة». الشاعر [[رشدي العامل|رشدي العامل[بحاجة لمصدر]]]
- «وما زال يبحث وهذه ميزة له، وما زال يختمر الرعود، ويوحي بالمطر المدرار». [[ياسين النصير|ياسين النصير[بحاجة لمصدر]]]
- «وقصائد فالح الكيلاني لا تهادن موضوعها. انها تجيء به إلى طقوسها ونظامها ولا تذهب إلى عنوانيته أو كلياته. على عكس ما يفعله شعراء كثيرون». حاتم الصكر.[22]
- «بات من النادر هذه الأيام أن تعثر على شاعر مدهش يوقظ الإنسانية فيك.. وتقرأ كثيراً وتجد أن ما تبقى بين أصابعك قليل.. وقليل جداً. لكنني، وبناء على نصيحة شاعرة صديقة، تناولت ديواناً للشاعر فالح الكيلاني عنوانه "نفثات القلب" وما كدت أنتهي منه حتى صرخت لقد وجدته.. هذا شاعر مدهش، بسيط وعذب وعميق وجريء وحاد ومر وعذب ومفاجئ وذو حس أنساني جارح. نعم أنه وحيد.» .لارا العمري.[7]
- «الاستاذ د. فالح الحجية شاعر وقاص وروائي  من بلد روز المدينة العراقية الصغيرة التي انجبت خيرة علماء العراق وهو سيد هاشمي حسني من الاسرة الكيلانية التي ترجع بنسبها للشيخ عبد القادر الجيلاني الحسني رضي الله عنه ! اهتماماته متعددة متشعبة تحتاج علما وليس إنشاء فهو مهموم بدراسة الصوفية وطقوسها ودراسة الشعر العربي من العصر الجاهلي إلى ى عصرنا هذا !وقد شقق العروض العربي  وميز  عمود الشعر من شعر التفعيلة ولم ينس قصيدة النثر ! ومثل هذا النشقيق يحتاج إلى موهبة كبيرة  واطلاع واسع  واقتدار على الاجتهاد في  موسيقا اللغة !وله ولع غير اعتيادي بتحقيق الكتب وشرح المغلق من  الاخبار وتفكيك النصوص ! وكما تعمق في  علوم الناسوت فقد بذل الجهد نفسه وزيادة في علوم اللاهوت  كما تقول الحكماء القرين بالمقارن يقرن...» عبد الاله الصائغ[بحاجة لمصدر]